# Intro – The Gift Recordings (musikalbum)
Intro – The Gift Recordings är ett samlingsalbum för den brittiska popgruppen Pulp, som släpptes i oktober 1993. Albumet innehåller nio låtar med bland annat Sheffield: Sex City, där den amerikanska författaren Nancy Friday reciterar stycken ur sin bok "My Secret Garden".

## Låtlista
All music är skriven av Pulp och alla texter av Jarvis Cocker.
1. "Space" – 5:11
2. "O.U." – 3:43
3. "Babies" – 4:04
4. "Styloroc (Nites of Suburbia)" – 3:10
5. "Razzmatazz" – 3:40
6. "Sheffield: Sex City" – 8:31

Inside Susan – A Story in 3 Parts
1. "Stacks" – 2:42
2. "Inside Susan" – 5:34
3. "59 Lyndhurst Grove" – 3:33

## Musiker
Vid denna tid bestod bandet av:
- Jarvis Cocker – sång och gitarr
- Russell Senior  – gitarr, fiol
- Candida Doyle – orgel, synthesizer, stylophone, sång
- Steve Mackey – bas
- Nick Banks – trummor